# 胸叩

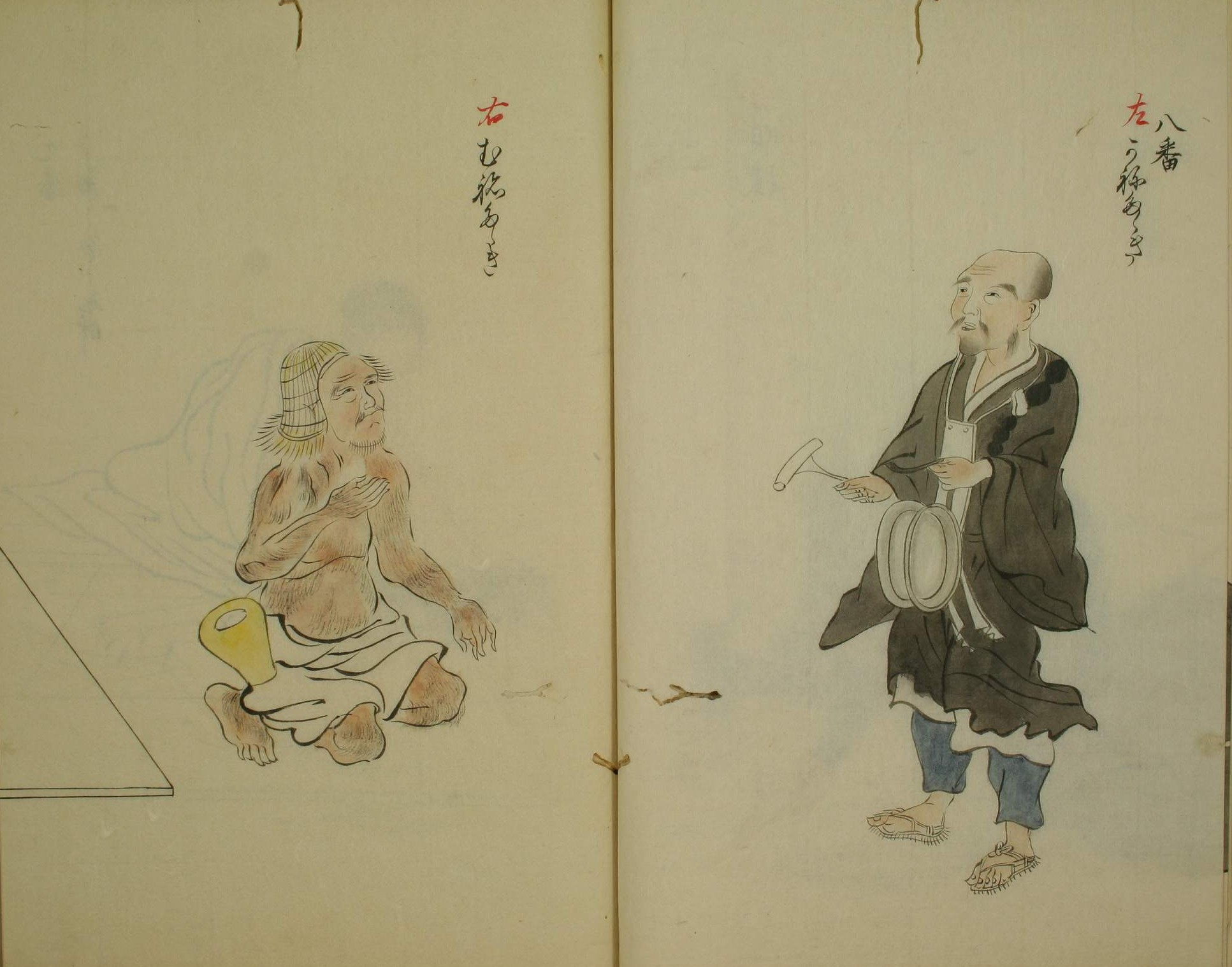
胸叩（左）、鉦叩（右）の歌合（『三十二番職人歌合』、1494年、その1838年の模写）。上半身裸である。

胸叩、または胸叩き、胸敲（むねたたき）は、中世・近世（12世紀 - 19世紀）の日本に存在した民俗芸能、大道芸の一種であり、およびそれを行う者である。物乞いの一種であるとされ、歳末に上半身裸で胸を叩き「祝い言」を叫ぶという門付をして、金品を得た。一種の予祝芸能である。冬の季語。

## 略歴・概要
「胸叩」は、上半身裸の人物が、自らの手で自らの胸を叩き、騒がしく叫びながら民家等をめぐり歩く、という芸能である。『絵巻物と民俗』の五来重によれば、そもそも「胸叩」は「山伏の苦行」の姿であるという。
室町時代、15世紀末の1494年（明応3年）に編纂された『三十二番職人歌合』の冒頭には、「いやしき身なる者」として、「鉦叩」とともに「胸たたき」（胸叩）として紹介され、粗末な編笠を被り無精髭を生やし、上半身裸で地面に座り込む姿が描かれている。この歌合に載せられた歌は、
- 宿ごとに 春まゐらむと ちきりしは 花のためなる むなたゝきかな

というもので、門付で訪れる家々で「春まゐらむ」（「春が来るだろう」の意）と予祝して回る「胸叩」を歌っている。五来重によれば、この時期の「胸叩」は、本来の「山伏の苦行」であることが忘れられてしまっている段階である、という。同歌合に描かれる腰につけた容器状のものは「餌畚」（えふご、鷹狩の際に鷹の餌や弁当を入れる容器）である。

『国史大辞典』（吉川弘文館）では「胸叩」を「節季候」（せきぞろ）とイコールであるとし、『日本国語大辞典』（小学館）では「節季候の類」としている。確かに「胸叩」の唱える「祝い言」に「節季候」があるが、「節季候」の芸能者たちはみな覆面をしており、衣裳・装束、人数編成等も大きく異なっている。『日本国語大辞典』によれば、「胸叩」は、歳末の物乞いの一種で、胸を叩き「節季候」と唱えながら門付をし、金品を乞う者であるとする。『郷土史大辞典』も、中世の「胸叩」が戦国時代・江戸時代の「節季候」の前身であろうと記述している。「節季候」は、近世になって登場したが、歳末に上半身裸で胸を叩く「胸叩」は、近世になっても「節季候」と平行して続いており、「胸叩＝節季候の前身」説は、「胸叩」の大道芸、正月に手を叩く祝言芸との混同ではないかという指摘もある。
江戸時代（17世紀 - 19世紀）に入り、「胸叩」の門付は盛んに行われた。「胸叩」たちの芸のうちから起きた俗謡に『浮世叩』（うきよたたき）がある。江戸時代にあって、「浮世叩」とは、編笠を被り扇で拍子をとり、俗謡『浮世叩』を歌いながら行う門付、およびそれを行う者の呼称にもなった。17世紀に現れた芸能集団「乞胸」の先駆的形態が「胸叩」である、とされる。「乞胸」となった者たちは、そもそも武士階級であった浪人であり、慶安年間（1648年 - 1651年）に「町人階級」（職人・商人）に下げられた上で、非人頭車善七の支配下に入った。1871年（明治4年）、「乞胸」の名称は廃止となった。